# Ptiloscola lilacina
Ptiloscola lilacina är en fjärilsart som beskrevs av William Schaus 1900. Ptiloscola lilacina ingår i släktet Ptiloscola och familjen påfågelsspinnare. Inga underarter finns listade.